# Paul Soppo Priso
Paul Soppo Priso, né le 19 juillet 1913 à Bonadoumbé (Douala) est le second fils de Mouelle Priso et de Jeanne Dina. Il est mort le 25 mai 1996 à Neuilly-sur-Seine, est un industriel et homme d'affaires camerounais – « le premier milliardaire camerounais » –, qui fut aussi le premier président de l'Assemblée territoriale du Cameroun (1953-1957).

## Biographie

### Jeunesse et formation
Originaire du Canton Bell, il est le fils d'une famille éminente, autochtone de la ville de Douala.
Après des études à l’école d’Akwa à Douala, il intègre l’administration coloniale française comme géomètre au département des Mines et des Travaux publics. Sa formation de topographe jouera un rôle déterminant dans sa carrière, lui permettant de comprendre les dynamiques de l’urbanisme et de l’immobilier.

### Carrière

#### Politique
Il est d'abord l'un des animateurs de la Jeucafra et de l'Unicafra, organisations créées par Richard Brunot, Haut-commissaire de la République du Cameroun, destinées à contrecarrer l'influence pro-allemande au sein de la population indigène du Cameroun.
Brillant et populaire rival d’Ahmadou Ahidjo avant l’indépendance entré en politique dès 1938. Il est conseillé de l’Union française dans les années 1950. Il avait tissé de solides liens à la fois en France avec le soutien d’Antoine Pinay, ministre français des Affaires étrangères puis des Finances sous de Gaulle et au Cameroun. Malgré ses bons rapports avec l'administration coloniale, celle-ci le surveille constamment. Ses correspondances sont lues et ses rencontres avec des agents de l'ONU espionnées par la sureté. 
Son nom est utilisé comme « promesse » aux meneurs nationalistes qui abandonneraient leur combat politique. Des membres de l'administration viennent trouver Marthe Ekemeyong Moumié, l'épouse du président de l'UPC Félix-Roland Moumié, lui expliquant : « Vous serez riche, lui promet-on en lui proposant une liasse de billets, à l'exemple de Soppo Priso. » 
Proche de la SFIO, il est élu en 1954 à l'Assemblée Territoriale du Cameroun (ATCAM) avec le soutien de l'Union des populations du Cameroun (UPC), celle-ci n'ayant pas pu présenter de candidats. Dans la foulée, il prend la présidence de l'assemblée, devant Louis-Paul Aujoulat, et conservera cette charge jusqu'à sa dissolution en novembre 1956. Lors des élections législatives de décembre 1956, Soppo Priso décide d'emmener son mouvement Union nationale aux élections en dépit de l'accord passé avec l'UPC. Il sera élu député d'opposition dans la nouvelle assemblée, ainsi que 7 de ses camarades, alors que les élections sont fortement perturbées par la campagne de boycott actif des de décembre 1956 menée par l'UPC et de la répression des autorités coloniales françaises.

#### Homme d'affaires
Au sujet de l'origine de sa fortune, son ami André Bovar, le premier président de l'Assemblée camerounaise, explique :« Au départ, pour animer la Jeucafra, Soppo Priso était largement subventionné par les fonds secrets. À la fin de la guerre, l'administration lui a dit : "Après tout, vous avez rendu service, gardez le fric". » Avec cet argent, il devient entrepreneur et ses relations avec l'administration lui permettent d'obtenir facilement des contrats dans le secteur du BTP.
Dans le Cameroun des années 1950 et 1960, il investit lourdement dans la pierre. Il acquiert un nombre impressionnant de terrains entre 1950 et 1970, essentiellement à Douala. Bonapriso, le quartier chic de Douala, fut un temps constitué de nombreuses villas lui appartenant. Paul Soppo Priso construit pour une clientèle aisée, presque exclusivement occidentale. Il crée plusieurs sociétés civiles immobilières à Douala, dont l’Union générale immobilière du Cameroun et l’Union générale immobilière de Douala.
Il possède aussi un nombre important de biens achetés en France, dans l’immobilier parisien. Des appartements dans les Hauts-de-Seine (à Neuilly et à Boulogne-Billancourt) et dans le Var (à Nice). Il aurait également possédé des actions dans de grandes entreprises occidentales : Total, CFAO, Schlumberger et Axa.
Il meurt en 1996.